# 高安月郊
高安 月郊（たかやす げっこう、明治2年2月16日（1869年3月28日） - 昭和19年（1944年）2月26日）は、劇作家、詩人。
大阪の六代続いた医師の家に生まれた。本名・三郎。医学を修めるために上京したが文学に転じ、1896年チョボ（竹本）、合方を全廃した戯曲『重盛』を刊行。以後歴史物戯曲に取組み、1902年福井茂兵衛らと京都演劇改良会を興し、シェークスピアの『リア王』の翻案『闇と光』を上演、1903年に川上音二郎ら新派によって出世作『江戸城明渡』が上演された。以後、東京と大阪を拠点に活動したが、昭和期に入ってからは劇作の筆を折り、文芸史などを執筆した。1944年2月26日、老衰のため東京都本郷区西片町の自宅で死去。墓所は染井霊園。
女婿に弘田龍太郎、甥に高安国世がいる。

## 著書
- 『天無情』高安月郊 (愁風吟客) 1891
- 『犠牲』 1894
- 『重盛』 1894
- 『大塩平八郎』金港堂 1902
- 『江戸城明渡』高安月郊 (三郎) 博文館 1903
- 『桜時雨』芝居道楽社 1906
- 『寝覚草』金尾文淵堂 1906
- 『月郊脚本集 第1』高安三郎 1916
- 『現代戯曲全集 第3巻 桜時雨・江戸城明渡』 国民図書 1924
- 『東西文学比較評論』高安三郎 1916 東光閣書店 1926
- 『東西文芸評伝』春陽堂 1929
- 『日本文芸復興史』早稲田大学出版部 1929
- 『日本戯曲全集 現代篇 第4輯 高安月郊篇 平賀源内、奢、八代目団十郎、壇之浦、狂小町、あじろ舟、崋山の魂』春陽堂 1929
- 『日本文芸近代史』早稲田大学出版部 1930
- 『高安乃里』書物展望社 1934
- 『神我の曲』新潮社 1941
- 『現代日本戯曲選集 第1巻』「桜時雨」白水社 1955
- 『名作歌舞伎全集 第20巻 (新歌舞伎集)』「桜時雨」東京創元新社 1969

## 伝記・書誌
- 『近代文学研究叢書 第53巻』「高安月郊」平井法著　昭和女子大学近代文化研究所 1982